# Бєлгородський державний університет
Бєлгородський державний університет (рос. Белгородский государственный университет; БєлДУ) — один з найстаріших ВНЗ міста Бєлгород, Російська Федерація.

## З історії вишу
1876 року було засновано Бєлгородське педагогічне училище. 
1939 року училище перетворено на педагогічний інститут, який проіснував до 1994 року. 
1996 року інститут отримав статус університету. А 2000 року за підсумками атестаційної комісії БєлДУ здобув статус державного ВНЗ.

## Структура
Університет має 21 факультет та інститут, 89 кафедр, 121 напрямок і спеціальність підготовки середньої та вищої професійної освіти, 39 наукових центрів і лабораторій, 2 філії.
Бєлгородський державний університет розміщується на 3 майданчиках.